# Pollá Nerá (Imathie)
Pollá Nerá (grec moderne : Πολλά Νερά) est une localité située dans le dème de Náoussa, dans le district régional d'Imathie, dans la periphérie de Macédoine-Centrale, en Grèce.
Selon le recensement de 2011, elle compte 139 habitants.